# Эрнандес, Пепу
Хосе Висенте (Пепу) Эрнандес Фернандес (исп. José Vicente Hernández Fernández, Pepu Hernández, род. 11 февраля 1958, Мадрид) — испанский баскетбольный тренер и политик. Чемпион мира (2006) и вице-чемпион Европы (2007) со сборной Испании, обладатель Кубка Испании, финалист Кубка Корача и вице-чемпион Испании с клубом «Эстудиантес». Тренер года в Испании (2004). Кандидат в мэры Мадрида от Испанской социалистической рабочей партии (2019).

## Биография
Учился в средней школе имени Рамиро де Маэсту. Некоторое время выступал за её баскетбольную сборную, но в 15 лет переключился на роль тренера в командах по мини-баскетболу в клубе «Эстудиантес». После школы поступил в университет на факультет информатики, но учёбу не окончил, вернувшись в спорт.
В 1988—1990 годах тренировал молодёжные команды «Эстудиантеса» и в 1989 году привёл соих подопечных к званию чемпионов Испании среди юношей. С 1990 по 1994 год был помощником главного тренера этого клуба, а в декабре 1994 года сменил Мигеля Анхеля Мартина на посту главного тренера. Возглавлял «Эстудиантес» до 2005 года. Зарекомендовал себя в этой роли как жёсткий и решительный руководитель.
В качестве главного тренера «Эстудиантеса» в сезоне 1998/99 стал финалистом Кубка Корача, в 2000 году завоевал Кубок Испании, а в сезоне 2003/4 дошёл до финала чемпионата Испании. В 2002 году рассматривался как кандидат на пост главного тренера сборной Испании после ухода с этой должности Хавьера Имброды. По итогам сезона 2003/4 стал лауреатом приза имени Антонио Диаса Мигеля, присуждаемого Испанской ассоциацией баскетбольных тренеров лучшему тренеру года. В голосовании победил с рекордным с 1975 года отрывом, получив 368 голосов против 32 у второго места (Педро Мартинес, «Ауна Гран-Канария») и 19 у третьего (Рикард Касас, «Рико Манреса»).
По завершении сезона 2004/5 Эрнандес объявил, что берёт годичный отпуск. Однако в начале 2006 года, после ухода в отставку главного тренера сборной Испании Марио Пескеры, бывший наставник «Эстудиантеса» был назначен на этот пост. В том же году на чемпионате мира он привёл национальную команду Испании к первым в её истории золотым медалям на этом уровне. Команде Эрнандеса удалось добиться этого несмотря на травму, полученную в полуфинале лидером сборной Пау Газолем. Для главного тренера триумф команды омрачила личная трагедия: накануне финального матча со сборной Греции пришло сообщение о смерти его отца. Эрнандес сообщил об этом игрокам только после того, как закончился финал.
На следующий год испанская сборная под руководством Эрнандеса завоевала серебряные медали чемпионата Европы. Однако конфликт с руководителем Федерации баскетбола Испании Хосе Луисом Саэсом привёл к увольнению тренера в 2008 году. По словам Саэса, тренер сборной использовал контакты федерации в собственных финансовых целях. Эрнандес, со своей стороны, заявлял, что уход в отставку был следствием оскорблений, которые ему пришлось выслушивать от руководства федерации. В 2010 году он вернулся в высшую лигу испанского первенства как тренер «Ховентута», но с этой командой провёл только один сезон, не добившись значительных успехов. В августе 2011 года Эрнандес снова занял пост главного тренера «Эстудиантеса», но команда рассталась с ним ещё до конца сезона, имея баланс побед и поражений 6-16 и находясь на предпоследнем месте в лиге.
После 2012 года Эрнандес больше не тренировал профессиональные клубы. В 2019 году он предпринял попытку участия в местной политике, когда премьер-министр Испании Педро Санчес, ещё один выпускник школы имени Рамиро де Маэсту, выдвинул его кандидатом в мэры Мадрида от Испанской социалистической рабочей партии (PSOE). По итогам выборов, однако, Эрнандес не только не стал мэром, но и потерпел с PSOE самое тяжёлое в истории партии поражение: социалисты получили менее 14 % голосов и лишь 8 мест в муниципалитете, став в нём четвёртым по представительству списком. В сентябре 2021 года Эрнандес ушёл в отставку с поста спикера PSOE в мэрии Мадрида и объявил, что покиает муниципальную политику.
Пепу Эрнандес женат на Белен Себриан, в браке с которой у него родились три дочери — старшая Сесилия и близнецы Клаудия и Кандела.